# Шляпникова
Шля́пникова (рос. Шляпникова) — присілок у складі Каргапольського району Курганської області, Росія. Входить до складу Тагільської сільської ради.
Населення — 102 особи (2010, 122 у 2002).
Національний склад населення станом на 2002 рік: росіяни — 97 %.